# Гуену
Гуену (фр. Gouesnou) је насељено место у Француској у региону Бретања, у департману Финистер.
По подацима из 2011. године у општини је живело 6024 становника, а густина насељености је износила 498,68 становника/km².

## Демографија
| 1962. | 1968. | 1975. | 1982. | 1990. | 2011. |
| ----- | ----- | ----- | ----- | ----- | ----- |
| 2.141 | 2.543 | 3.040 | 4.061 | 5.417 | 6.024 |